# Nakusp (Columbia Britannica)
Nakusp è un villaggio della provincia canadese della Columbia Britannica, nel Kootenays. È situato nella parte orientale del lago Arrow Alto, vicino ai Monti Selkirk a est e  i Monti Monashee a ovest.
Secondo il censimento del 2024, il villaggio ha 1748 abitanti.

## Storia
Nell'agosto 1811, Finan McDonald, uno dei membri del gruppo di David Thompson, è stato il primo europeo conosciuto per aver esplorato i Laghi Arrow..
Nel 1892, nel nuovo insediamento di Nakusp, vennero aperti il primo ufficio postale e la prima segheria. Nel 1895 fu inaugurata la prima scuola,  nel 1898 la prima chiesa e nel 1908 il primo ospedale.
Nel 1920 arrivò per la prima volta l'energia elettrica.
Il 24 novembre del 1964 Nakusp è stato ufficialmente incorporato come villaggio.